# هيروشي نيغامي
هيروشي نيغامي (3 أغسطس 1912 – 1980) هو سبّاح ياباني راحل، مثّل بلاده في الألعاب الأولمبية الصيفية 1936.

## روابط خارجية
هيروشي نيغامي على موقع الاتحاد الدولي للسباحة (الإنجليزية)
- هيروشي نيغامي على موقع أوليمبيديا (الإنجليزية)